# Prioniturus discurus
Il codaracchetta capoblu (Prioniturus discurus (Vieillot, 1818) è un uccello della famiglia degli Psittaculidi, endemico delle Filippine.